# Kustaa Pihlajamäki
Kustaa Pihlajamäki (n. 7 aprilie 1902, Nurmo, Marele Principat al Finlandei, Imperiul Rus – d. 10 februarie 1944, Helsingfors, Finlanda) a fost un luptător ce a reprezentat Finlanda, medaliat olimpic. A participat la 4 ediții ale Jocurilor Olimpice (1924, 1928, 1932, 1936) în care a câștigat o medalie de aur și o medalie de argint.